# Karl Paul Link
Karl Paul Gerhard Link (31 janvier 1901 - 21 novembre 1978) est un biochimiste américain surtout connu pour sa découverte de l'anticoagulant warfarine.

## Formation et début de carrière
Il est né à LaPorte, Indiana d'un ministre luthérien d'origine allemande. Il est scolarisé localement et fréquente l'Université du Wisconsin à Madison, où il étudie la chimie agricole au College of Agriculture de 1918 à 1925, obtenant une maîtrise en 1923 et un doctorat en 1925.
Il est alors choisi par l'Education Nationale pour une bourse postdoctorale, et envoyé en Europe. Il travaille brièvement avec le chimiste des glucides James Irvine à l'Université de St Andrews en Écosse et à partir de 1926 à Graz, en Autriche avec Fritz Pregl, inventeur de la microchimie et lauréat du prix Nobel. Enfin, il passe plusieurs mois avec le chimiste organicien et futur lauréat du prix Nobel Paul Karrer dans le laboratoire de ce dernier à Zurich. Pendant cette période, Link souffre de tuberculose, nécessitant une convalescence à Davos. Après son retour d'Europe, il acquiert le goût de s'habiller de manière excentrique, comme on le voit souvent avec de grands nœuds papillon, des chemises en flanelle et parfois une cape,.
Il se voit offrir un poste de professeur adjoint à l'Université du Wisconsin à Madison en 1927 et est promu professeur agrégé en 1928. Il travaille d'abord sur les glucides végétaux et la résistance aux maladies. Il épouse Elizabeth Feldman le 20 septembre 1930; ils ont trois fils.

## Anticoagulants

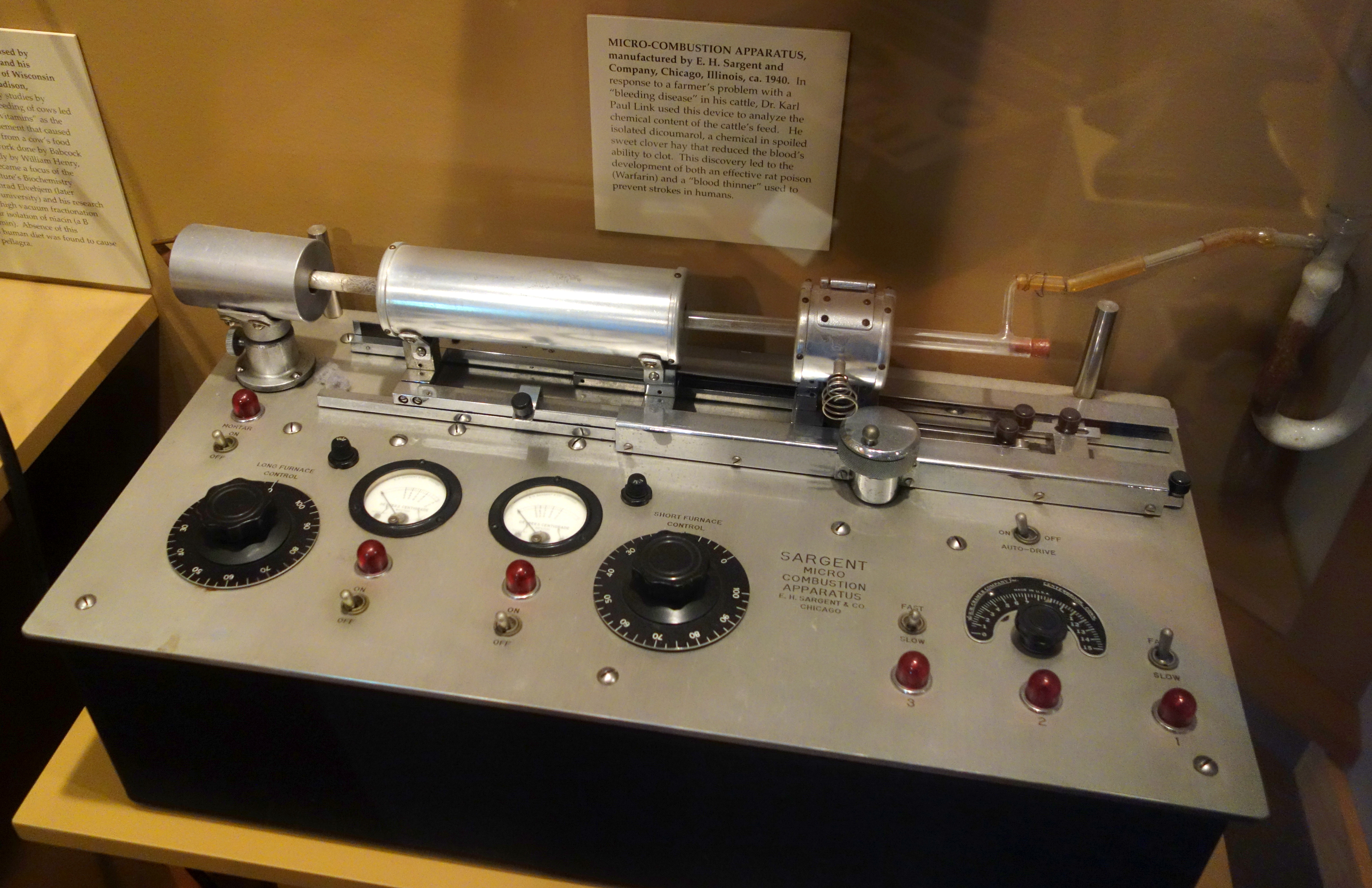
Appareil de micro-combustion, c. 1940, utilisé par le Dr Karl Paul Link pour isoler le dicoumarol

Au cours des années suivantes, la plupart de ses recherches se concentrent sur les glucides végétaux. Cependant, la période la plus fructueuse commence lorsque Ed Carson, un fermier du Wisconsin, attire l'attention de Link sur la "maladie du mélilot", décrite en 1924 par le vétérinaire Frank Schofield. Dans cet état, les vaches saignent à mort après avoir consommé du foin de mélilot gâté. Le cheptel de Carson a été affecté, et il apporte une vache morte, du sang qui ne coagule pas et 100 livres de foin de mélilot. Sous la direction de Link, les doctorants Harold Campbell, Ralph Overman, Charles Huebner et Mark Stahmann cristallisent le poison putatif - un composé apparenté à la coumarine - le synthétisent et le testent : il s'avère être du dicoumarol (3,3'-méthylènebis-(4 hydroxycoumarine)).
Le dicoumarol fait l'objet d'essais cliniques au Wisconsin General Hospital et à la Mayo Clinic. Il est pendant plusieurs années l'anticoagulant oral le plus prescrit.
La warfarine, l'un des nombreux composés synthétisés dans le cadre de la recherche sur la coumarine, est brevetée en 1945. Le brevet est attribué à la Wisconsin Alumni Research Foundation (WARF), raison pour laquelle on lui donne le nom de warfarine, Link et les chercheurs Stahmann et Ikawa détenant conjointement le brevet. Initialement commercialisée comme mort-aux-rats, la warfarine devient plus tard, dans les années 1950, le deuxième anticoagulant à usage clinique (après l'héparine).

## Dernières années
Link est élu à l'Académie nationale des sciences en 1946. Il reçoit plusieurs prix pour son travail, dont le Prix Albert-Lasker pour la recherche médicale fondamentale en 1955 et le Prix Albert-Lasker pour la recherche médicale clinique en 1960. Il reste étroitement impliqué dans la biochimie de la warfarine et des composés apparentés.
Son travail en fin de carrière est entravé par une mauvaise santé (tuberculose) car il est ensuite transféré au sanatorium de Lake View et, à son retour, n'a jamais été en mesure de retrouver pleinement son élan dans la recherche. Néanmoins, il reste professeur titulaire jusqu'en 1971, date à laquelle il prend sa retraite. Il est un pionnier des causes libérales tout au long de sa vie et sa femme est active dans le mouvement pacifiste.
Link est décédé d'une insuffisance cardiaque le 21 novembre 1978.